# Alicja Kusińska

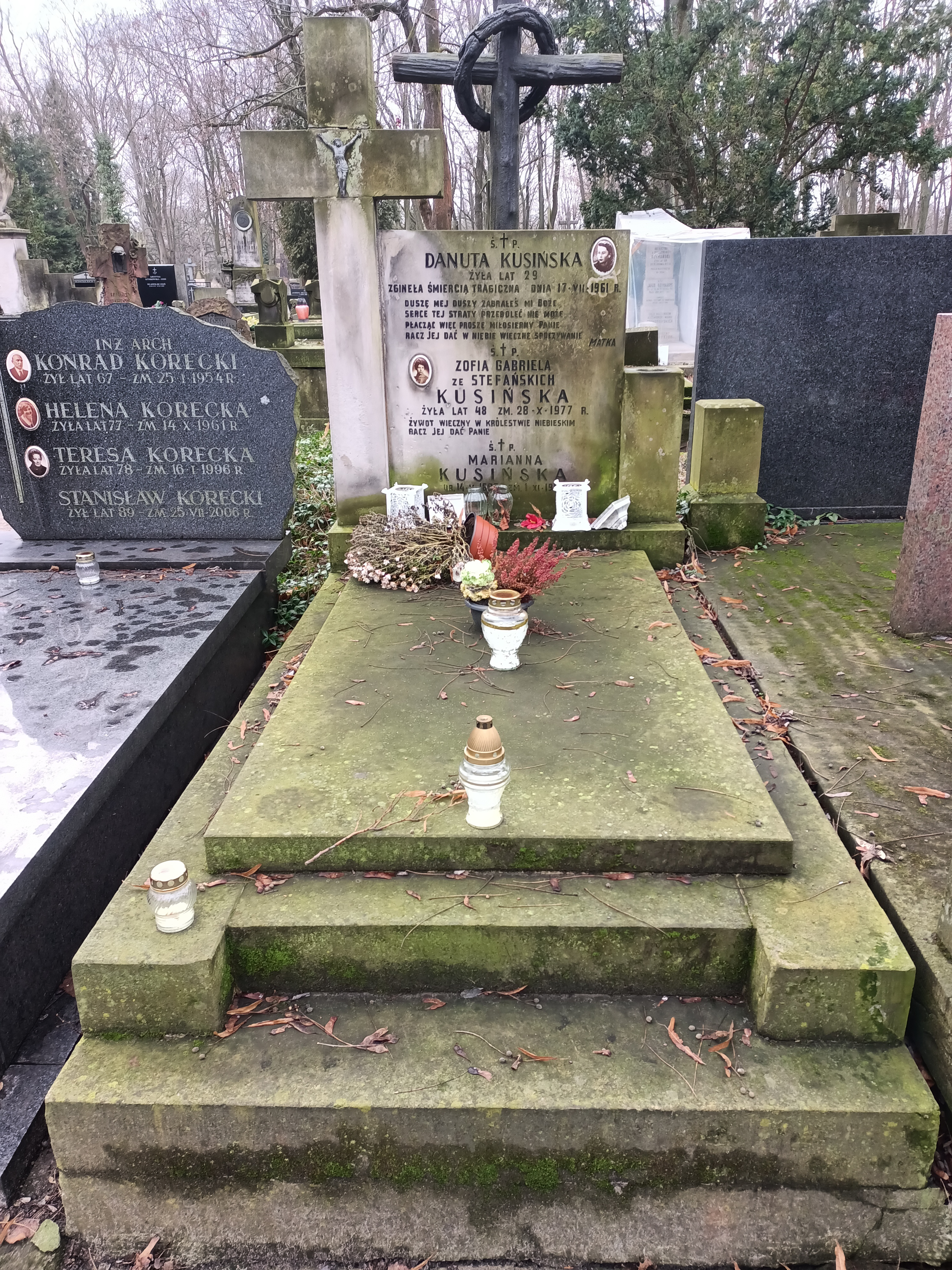
Grób Alicji Kusińskiej na Cmentarzu Powązkowskim

Alicja Kusińska (ur. 15 stycznia 1934 w Warszawie, zm. 17 października 2017) – polska ekonomistka, zajmująca się zagadnieniami rynku, konsumpcji i metodologii badań naukowych, nauczyciel akademicki.

## Życiorys
W 1956 ukończyła studia w Szkole Głównej Planowania i Statystyki w Warszawie. W 1972 obroniła pracę doktorską, habilitowała się w 1978, tytuł profesora otrzymała w 1993. Od 1954 pracowała w Instytucie Handlu i Żywienia Zbiorowego, następnie (w wyniku przekształceń) Instytucie Handlu Wewnętrznego (1956–1976), Instytucie Handlu Wewnętrznego i Usług (1976–1983), Instytucie Rynku Wewnętrznego i Konsumpcji (1983–2007) i Instytucie Badań Rynku, Konsumpcji i Koniunktur (od 2007). W latach 1969–1978 kierowała Pracownią Metodyki Badań Rynku, w latach 1978–1994 Zakładem Badań Konsumpcji. Równocześnie w latach 1984–1995 kierowała Zakładem Badań Marketingowych Instytutu Wzornictwa Przemysłowego, o od 1997 w Wyższej Szkole Ekologii i Zarządzania w Warszawie.
Była autorką wielu prac poświęconych typologii konsumentów, m.in. Typologia konsumentów a projektowanie produktu (1990), Segmentacja rynku i typologia konsumentów w latach dziewięćdziesiątych (2000), Segmentacja rynku i typologia konsumentów (2009), Konsumpcja a rozwój społeczno-gospodarczy regionów w Polsce (2012 - red. naukowy).
W 1987 została odznaczona Krzyżem Kawalerskim Orderu Odrodzenia Polski.